# Aleja Niepodległości w Tychach
Aleja Niepodległości w Tychach – jedna z głównych i najbardziej ruchliwych ulic Tychów.

## Przebieg
Al. Niepodległości jest w całości trasą dwujezdniowa. Pomiędzy jezdniami znajduje się zadrzewiony pas zieleni oraz parkingi samochodowe. Aleja znajduje się pomiędzy al. Bielską, z którą stanowi główną trasę przelotową w samym środku miasta, a drogą krajową nr 1, na tym odcinku noszącą nazwę Beskidzka.
Na odcinku od skrzyżowania z al. Bielską do skrzyżowania z ul. K. Darwina równolegle do alei przebiega ścieżka rowerowa.

## Pochodzenie nazwy
Nazwa al. Niepodległości pochodzi od Narodowego Święta Niepodległości – polskiego święta narodowego, obchodzone co roku 11 listopada, „dla upamiętnienia rocznicy odzyskania przez Naród Polski niepodległego bytu państwowego”. Poprzednio ulica nosiła nazwę Rewolucji Październikowej, decyzję o zmianie podjęto we wrześniu 1989.

## Otoczenie
- Komenda Miejska Policji w okolicy skrzyżowania z al. Bielską
- Skwer Niedźwiadków
- Park Miejski
- Wyższa Szkoła Zarządzania i Nauk Społecznych
- Wojskowa Komenda Uzupełnień w okolicy skrzyżowania z ul. Grota Roweckiego
- Budynek Urzędu Miasta Tychy
- Biblioteka Miejska
- Parafia św. Krzysztofa w okolicy skrzyżowania z ul. S. Wyszyńskiego
- Komenda Miejska Ochotniczej Straży Pożarnej
- Urząd Skarbowy
- Sklepy, sieci handlowe, lokale usługowe, placówki bankowe

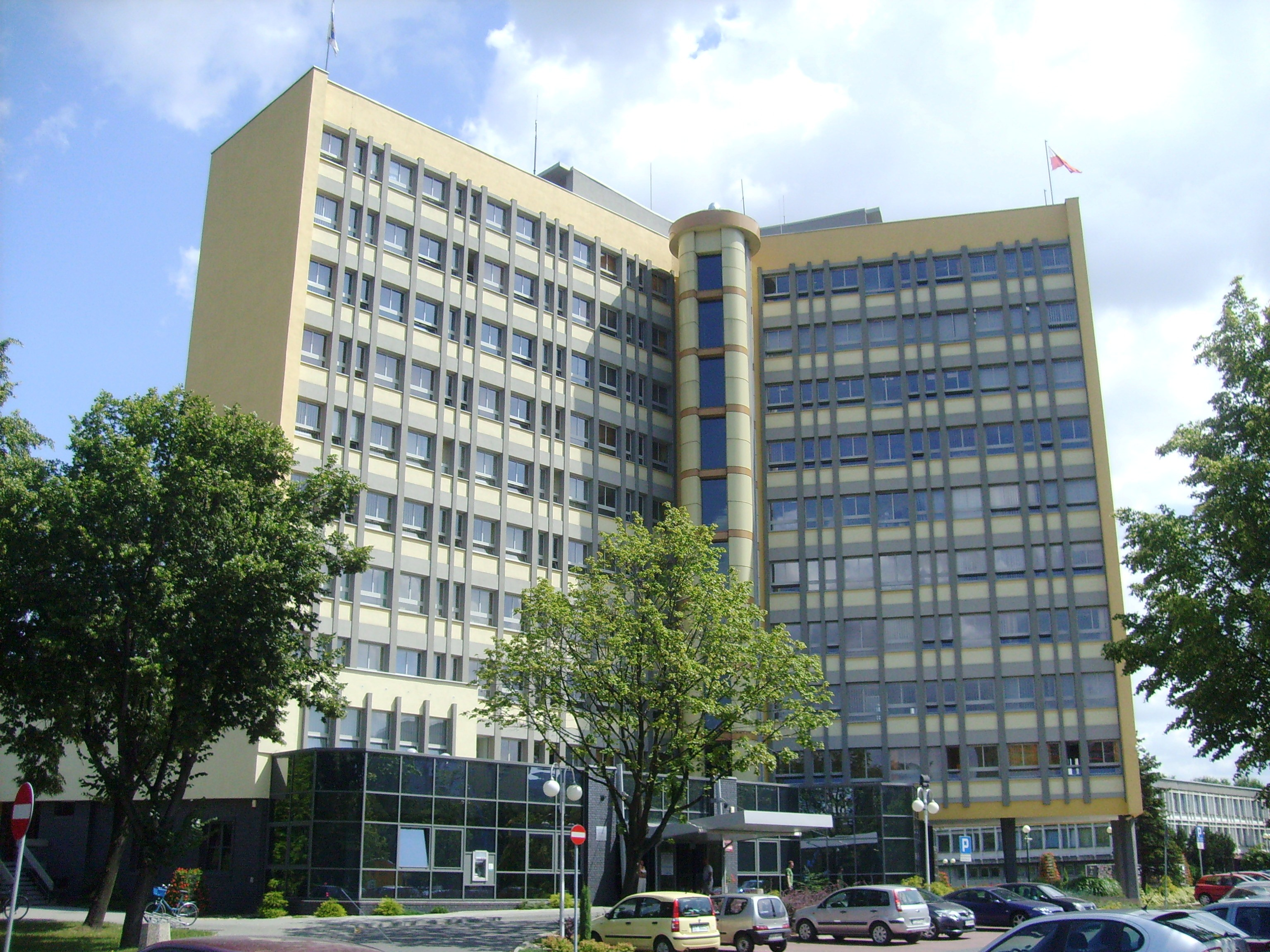
Budynek Urzędu Miasta w Tychach
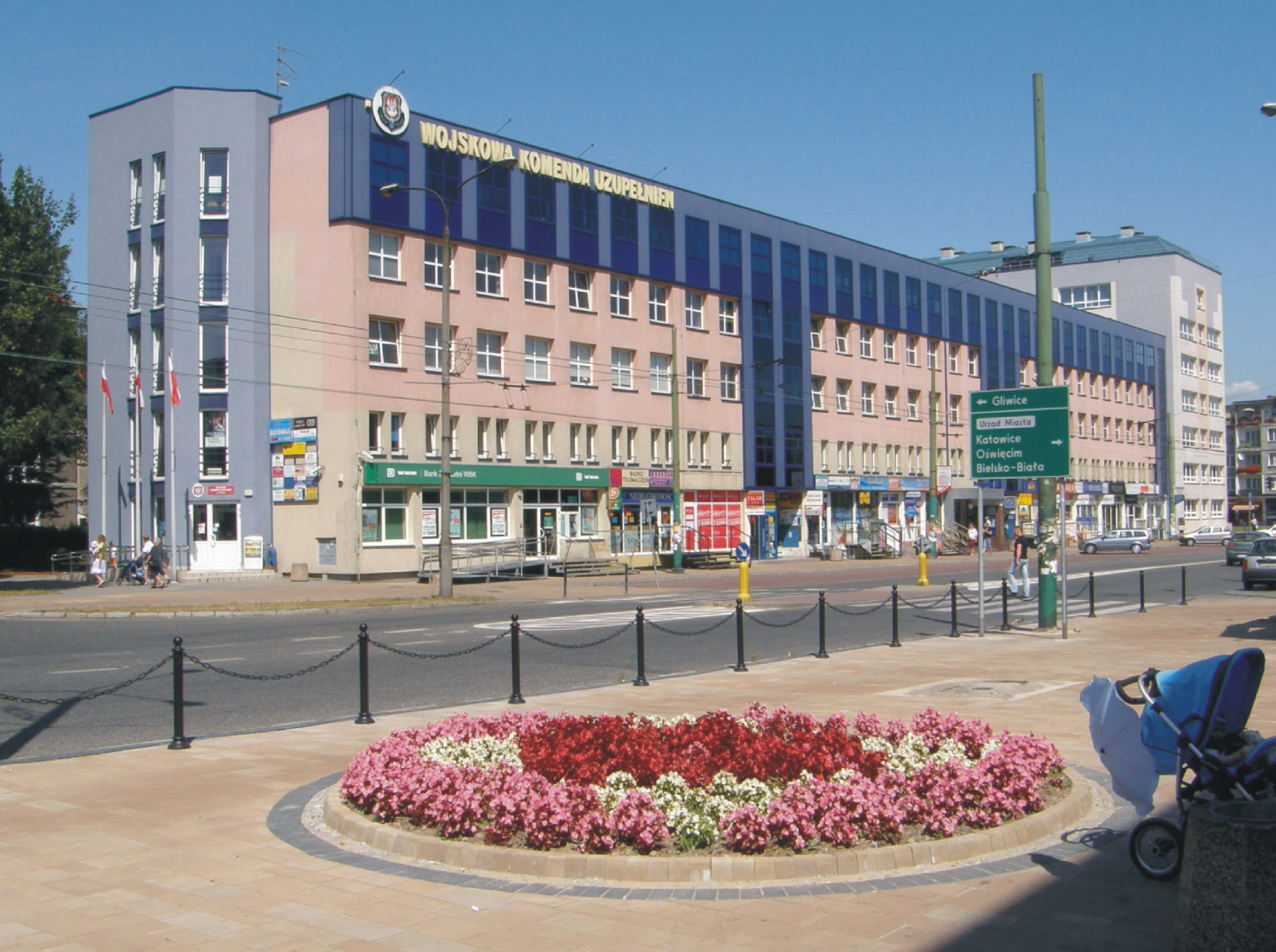
Siedziba WKU – skrzyżowanie al. Niepodległości z ul. Grota Roweckiego